# Taifa de Calatayud
El Emirato de Calatayud fue un estado taifa musulmán centrado alrededor de la ciudad de Calatayud que existió durante un breve período entre los años 1046 y 1055.
Formó parte inicialmente de la extensa Taifa de Zaragoza (1019), de la que se separó en 1046 bajo Muhammad ben Suleiman, hijo de Al-Musta'in I y hermano de Al-Muqtadir. Durante estos años se acuñó moneda bajo las exigencias de Muhammad ben Suleiman cuyo paradero final es desconocido tras la guerra con su hermano y la ocupación y final permanencia de Calatayud en la taifa de Zaragoza, hasta 1120 que Calatayud es conquistada para el Reino de Aragón por Alfonso I.